# Giovanni Bindi

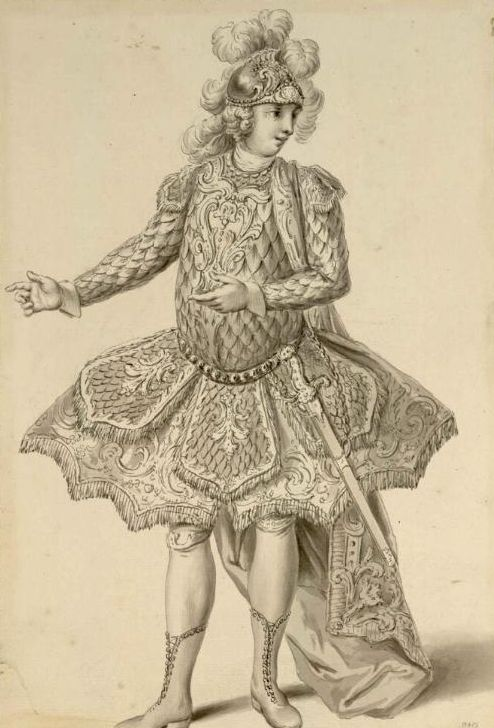
Der Kastrat Giovanni Bindi als Learco in der Aufführung der Oper Antigono von Johann Adolph Hasse (Dresdner Hoftheater 1744). Kostümfigurine von Francesco Ponte

Giovanni Bindi (genannt Porporino, * unbekannt; † 1750 in Dresden) war ein italienischer Opernsänger (Soprankastrat). Er ist nicht zu verwechseln mit dem ebenfalls „Porporino“ genannten Antonio Uberti. Bindi galt als ein herausragender Sänger seiner Zeit mit großem technischen Können und großem Stimmumfang. Nach seiner Ausbildung in Italien auf Kosten des sächsischen Hofes wirkte er von 1730 bis 1750 – von kurzen, zum Teil erzwungenen Gastspielen wie einem in Berlin abgesehen – in Dresden, wo er auch starb. Bindi sang besonders die weniger tragenden Rollen des secondo uomo. Sein Nachfolger als secondo uomo wurde der Soprankastrat Giuseppe Belli.

## Ausbildung in Italien
Giovanni Bindi war einer von vier Kastraten, die ebenso wie drei Sängerinnen auf Veranlassung des sächsischen Kurprinzen und späteren Kurfürsten Friedrich August I. auf Kosten des sächsischen Hofes in Italien ausgewählt und ausgebildet wurden, um sie dann an die neu zu begründende sächsische Hofoper zu berufen. Nach Abrechnungsunterlagen des sächsischen Gesandten in Venedig, Graf Emilio de Villio, wurde Bindi ab Mai 1724 zunächst in Bologna, dann in Venedig ausgebildet. Den Großteil ihrer Ausbildung erhielten die vier ausgewählten Kastraten bei dem Altisten Antonio Campioli, nur Bindi erhielt während dieser Zeit auch Gesangsunterricht bei Nicola Porpora, den der sächsische Gesandte ursprünglich vorgeschlagen hatte. In Venedig und in Opernproduktionen von Porpora in Rom sammelte Bindi auch erste Erfahrungen auf der Bühne, u. a. in Frauenrollen:
- Mitridate (Uraufführung Rom, Teatro Capranica – 7. Januar 1730) – als Oronta[5]
- Siface (Wiederaufnahme der Oper von Mailand 1725 am Teatro Capranica in Rom – 7. Februar 1730) – als Ismene[6]

## Tätigkeit am Dresdner Hoftheater
Im Jahre 1730 wurde Bindi, wie alle sechs weiteren in Italien auf Kosten des sächsischen Hofes ausgebildeten Sänger, Ensemblemitglied am kurfürstlichen Hoftheater in Dresden. Sein Einstiegsgehalt betrug 792 Taler. Für 1738 sind 1100 Taler, 1740 – 1500 und ab 1743 schließlich 2000 Taler als Entlohnung in den Akten des Hoftheaters überliefert.
Nachdem 1734 Johann Adolph Hasse offiziell sein Amt als Hofkapellmeister angetreten hatte, gehörte die Mitwirkung in den Dresdner Hofopern und Oratorien des Komponisten zu den Glanzlichtern in Bindis Karriere. Bindi wirkte in folgenden Opern Hasses mit:
- Cajo fabrizio (UA Dresden 8. Juli 1734) – Volusio[8]
- Senocrita (UA Dresden 27. Februar 1737) – Timotele[9]
- Atalanta (UA Dresden 26. Juli 1737, WA Hubertusburg 5. Oktober 1737) – Ceneo[10]
- Asteria (UA Dresden 3. August 1737, WA Hubertusburg 7. Oktober 1737) – Amore/Elpino[11]
- La clemenza di Tito (überarbeitete Fassung von Pesaro 1735; Dresden 17. Januar 1738) – Annio[12]
- Irene (Dresden 8. Februar 1738) – Eudossa[13]
- Alfonso (Dresden 11. Mai 1738) – Fernando[14]
- Demetrio (Dresden 8. Februar 1740) – Mitrane[15]
- Numa (UA Dresden 7. Oktober 1741) – Silvio[16]
- Artaserse (überarbeitete Fassung von Venedig 1730; Dresden 9. September 1741) – Megabise[17]
- Lucio Papirio (UA Dresden 18. Januar 1742) – Cominio[18]
- Didone abbandonata (UA Hubertusburg 7. Oktober 1742, Dresden 1743) – Araspe[19]
- Antigono (UA Dresden 20. Januar 1744) – Alessandro[20]
- Arminio (UA Dresden 7. Oktober 1745)
- Semiramide riconosciuta (überarbeitete Fassung Neapel, Teatro San Carlo 4. November 1744; Dresden 11. Januar 1747) – Sibari[21]
- La spartana generosa (UA Dresden 17. Juni 1746, WA Dresden Karneval 1748) – Damagete[22]
- Demofoonte (UA Dresden 9. Februar 1748) – Cherinto[23]
- Il natal di Giove (UA Hubertusburg 7. Oktober 1749) – Rolle nicht ermittelbar

Während eines Aufenthaltes des gesamten Dresdner Hofstaates in Warschau vom 22. September 1738 bis 11. April 1739 gingen so gut wie alle Sänger sowie auch Hasse nach Italien. Zusammen mit Domenico Annibali trat Bindi so in der Karnevalssaison 1739 am Teatro delle Dame in Rom in der Vertonung der Oper Astarto von Domènech Terradellas auf, Annibali in der Titelrolle und Bindi als secondo uomo Nino. In Dresden im Palast des Grafen Richelieu sang Bindi am 7. Januar 1747 die Rolle der Venus in Ristoris Amore insuperabile.

## Würdigungen der Gesangs- und schauspielerischen Leistung
Bindi war auf die Rollen des secondo uomo, also die weniger wichtigen Männerrollen festgeschrieben, in keiner Oper in Dresden sang er die des primo uomo oder Titelhelden. Dennoch wurde er „der Liebling der Dresdner“, was Fürstenau neben der „außerordentlichen Gesangesvirtuosität“ v. a. auch auf sein „angenehmes Aeußeres“ zurückführt. In der Stadt schrieb Hasse für Bindi Arien mit einem Tonumfang von h bis c’’’. In diesen finden sich häufig große Intervallsprünge bis zu einer None, häufige Registerwechsel und längere Koloraturpassagen, was auf ausgebaute gesangstechnische Fertigkeiten schließen lässt.
Auch Friedrich der Große von Preußen war von Bindis Stimme angetan, wie er in einem Brief an Francesco Algarotti vom 17. April 1742 schrieb, in dem er diesen bat, doch diskret zu versuchen, Bindi für den Hof in Berlin abzuwerben. Deshalb wohl war Bindi neben Faustina Bordoni während der 9-tägigen Besetzung Dresdens durch die Preußen im Jahre 1745 Friedrich des Großen Stammbegleitung bei seinen abendlichen Kammerkonzerten.
Bereits für die Spielzeit 1733/34 hatte auch Georg Friedrich Händel versucht, Bindi für sein Opernunternunternehmen nach London zu verpflichten, sein Ansuchen wurde jedoch vom sächsischen Hof abschlägig beantwortet.